# Stanisław Bęć
Stanisław Zygmunt Bęć (ur. 25 kwietnia 1910 w Kowalach, zm. ?) – polski działacz partyjny i państwowy, inżynier budownictwa, podsekretarz stanu w Ministerstwie Budownictwa Przemysłowego (1955–1956) i Ministerstwie Budownictwa (1956–1957).

## Życiorys
Syn Franciszka i Stefanii. W 1928 zdał maturę w Chorzowie, a w latach 1929–1937 studiował na Wydziale Inżynierii Lądowej Politechniki Warszawskiej. Pracował jako referent techniki sanitarnej w Kieleckim Urzędzie Wojewódzkim, a w okresie okupacji w zarządzie gminnym w Żarnowcu. W czerwcu 1943 aresztowany przez Gestapo, następnie do końca wojny więziony w obozach koncentracyjnych Auschwitz-Birkenau, Groß-Rosen i Buchenwald.
Od 1947 członek Polskiej Partii Robotniczej, w 1948 włączonej do Polskiej Zjednoczonej Partii Robotniczej. Pełnił funkcję podsekretarza stanu w Ministerstwie Budownictwa Przemysłowego (kwiecień 1955 – lipiec 1956)  i Ministerstwie Budownictwa (lipiec 1956 – marzec 1957). Następnie był redaktorem w tygodniku „Fundamenty”, doradcą ekonomicznym w Centralnym Zarządzie Budowy Elektrowni oraz p.o. dyrektora spółki „Instalacje Przemysłowe”. Pełnił funkcję zastępcy przewodniczącego Komitetu Budownictwa, Urbanistyki i Architektury (lipiec 1960 – luty 1964) oraz wiceprezesa Centralnego Urzędu Gospodarki Wodnej (luty 1964 – kwiecień 1972).
Autor książki Przedsiębiorstwa budowlane: organizacja i koszty (1962).